# Alimatou Diallo
Alimatou Diallo es una deportista senegalesa que compitió en taekwondo. Ganó una medalla de oro en los Juegos Panafricanos de 2011 en la categoría de –73 kg.

## Palmarés internacional
| Juegos Panafricanos | Juegos Panafricanos | Juegos Panafricanos | Juegos Panafricanos |
| Año                 | Lugar               | Medalla             | Categoría           |
| ------------------- | ------------------- | ------------------- | ------------------- |
| 2011                | Maputo (Mozambique) | Medalla de oro      | –73 kg              |